# 속슬레 추출기

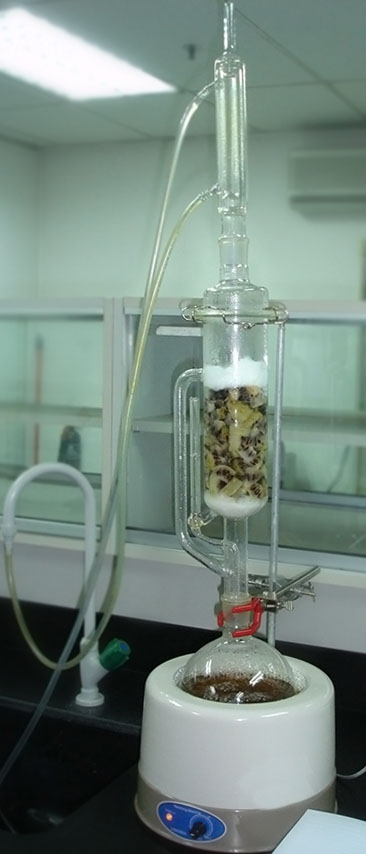

속슬레 추출기(Soxhlet抽出器)는 실험실에서 용제 추출을 하는 경우에 사용하는 유리 기구의 하나이다. 그림에 나타낸 것과 같이 환류 냉각기, 추출관 및 용제 플라스크의 3부분으로 되어 있다. 시료 중의 비휘발성 성분을 휘발성 용제를 사용하여 다음과 같이 녹인다. 즉, 추출관에 시료를 넣고 위쪽에 냉각기를, 하부에 용제를 넣은 플라스크를 연결한다. 추출관에는 사이펀이 되는 측관이 붙어 있고 플라스크의 용제를 가열하면 그 중기는 측관을 지나서 상승, 냉각기에서 응축하고 액체로 되어 시료의 위로부터 떨어져 차츰 고여 사이펀의 정점 높이에 도달하면 측관에서 다시 플라스크로 돌아가고, 이 사이에 추출하게 되어 있다.